# A fiú (film)
A fiú (eredeti cím: The Boy) 2016-ban bemutatott amerikai-kínai pszicho-horror, melyet William Brent Bell rendezett és Stacey Menear írt. A főszerepet Lauren Cohan és Rupert Evans alakítja.
Az Amerikai Egyesült Államokban 2016. január 22-én mutatták be, Magyarországon két héttel később szinkronizálva, február 4-én a Cinetel Kft. forgalmazásában.
Elkészítették a film folytatását, Brahms: A fiú 2. címmel, melyet 2020. február 21-én mutattak be.

## Történet
|  | Alább a cselekmény részletei következnek! |

Egy fiatal nő, Gréta Evans (Lauren Cohan) elmenekül Montanából az őt bántalmazó barátja elől, majd hamarosan kap egy ideiglenes munkát, mint dada a brit Heelshire családnál. Az Egyesült Királyságban megérkezik a Heelshire birtokra, ahol Gréta bemutatkozik Mr. és Mrs. Heelshire-nek, még mielőtt találkozna az idős házaspár fiával, Brahms-szal. Gréta legnagyobb meglepetésére, szórakoztatónak és viccesnek találja Brahmst, mivel egy porcelánbaba, de a "szülei" úgy kezelik őt, mint egy élő gyermeket. Az igazi Brahms életét vesztette nyolcévesen egy tűzben, még 1991-ben. Mrs. Heelshire, a porcelánbabára hivatkozva, azt állítja, hogy Brahms már sok "alkalmazott dadával" találkozott, akiket mind "elutasított". Mielőtt Heelshirék elmennének nyaralni, adnak Grétának egy szabálylistát, hogy végigkövesse, arra figyelmeztetve, hogy Brahms nem egy normális gyerek.
Kezdetben Gréta viszonylag normális rendszerességgel végigköveti, de végül figyelmen kívül hagyja a szabályokat és megadott helyen otthagyja Brahms. Rendszeresen felhívja a nővérét, Sandyt, és összebarátkozik a Heelshire-ék kacér élelmiszerbolt futárjával, Malcolmmal (Rupert Evans). Nem sokkal azután, hogy Gréta visszautasította Brahms szabályait, furcsa dolgok kezdenek történni; hallatszik egy gyermek zokogása a folyosón, a telefonzsinórt elvágja valaki, valamint úgy tűnik, hogy Brahms saját magát mozgatja – elmozdul a ház egy adott pontjából a másikba. Miután Gréta bezáródik a tetőrétben, egy láthatatlan erőt észlel, valamint az ajtaja előtt egy mogyoróvajjal megkent-dzsemes szendvicset talál, így kezdi azt hinni, hogy Brahms szelleme tovább él a babában. Eközben Heelshirék láthatóak (búcsúlevelet hagyva Brahmsnak), ahogyan a partszakasz felé sétálnak, zsebüket kövekkel telerakva, majd öngyilkosok lesznek: belefulladnak a folyóba.
Miután Gréta bebizonyítja Malcolmnak, hogy Brahms igenis képes mozogni, a férfi gyakrabban kezdi meglátogatni a házat. Ismerteti Grétával, hogy a valódi Brahmsnak volt egy gyerekkori lánybarátja, aki eltűnt vele az erdőben még régebben. A lány testét később megtalálták, a koponyáját több helyen betörve. Malcolm figyelmezteti Grétát, hogy ne maradjon a házban, de a nő a korábban szenvedett vetélésének ellenére, kötelességének érzi, hogy gondoskodjon Brahmsról és el is kezdi a szabályokat követni. Később a padláson talál egy képet Brahms gyerekkoráról és a kislányról, Emilyről. Az egyik este Gréta azt veszi észre, hogy az exbarátja, Cole (Ben Robson) biliárdozik a Heelshire család otthonában. Megkérdőjelezi, hogy miért egy porcelánbabára vigyáz, ekkor látni kívánja az igazi fiút. Ahogy megállapítja, hogy nincs valódi fiú, megérkezik Malcolm és hárman vacsoráznak. Malcolm hamar elhagyja a házat, de a kocsijában marad, ha valami rossz történne. A vacsora alatt Cole megmutatja a lánynak a repülőjegyeket és elhatározza, hogy reggel hazaviszi őt, de Gréta nem hajlandó vele menni, így a férfi dühössé válik.
Gréta felmegy az emeletre, és Brahms-szal együtt alszik, majd segítséget kér tőle. Később Cole-t még jobban felbőszítette az, hogy egy üzenetet meglát a falon vérrel írva; azt feltételezi, hogy ráijesztésként Gréta írta. A nő elmondja, hogy a baba tette, amit természetesen nem hisz el neki. Ezután Grétát lökdösni kezdi és megpróbálja elvenni tőle a babát. A dulakodás hallatán Malcolm belép a szobába, és próbálja kitenni a szűrét. Cole rögtön elveszti a türelmét és összetöri a porcelánbabát. Közvetlenül ezután a ház rázkódni kezd és a fények villogni. Cole odamegy a szoba tükréhez, hogy megvizsgálja; a tükör hirtelen összetörik és egy valódi felnőtt élő Brahms (James Russell) mászik át a fal másik oldaláról. Kiderül, hogy egész idő alatt a falak mögött élt elrejtőzve. Brahms azonnal megtámadja a csapatot és megpróbálja elvinni Grétát. A csapat ahogyan ellenáll, Brahms a törött porcelánbaba egyik szilánkjával nyakon szúrja Cole-t, majd az egész házon keresztül üldözi a másik kettőt. Végül a tetőtérre menekülnek, ahol felfedezik Brahms szobáját, ahol élt. Látnak egy szalmababát az ágyon ruhával és ékszerrel feldíszítve, ami magába foglalja Grétát. A nő ekkor jön rá, hogy Brahms mindvégig itt élt és ő volt az, aki mozgatta a porcelánbabát az egész házban, ő lopta el a holmijait és figyelte minden mozdulatát.  Heelshirék felkínálták Grétát Brahmsnak, mint egyfajta áldozatot. Hamarosan folytatódik a hajsza, majd találnak egy kis nyílást a házon kívülre. Brahms kétszer fejbe csapja Malcolmot egy ütővel, míg Gréta a nyíláson keresztül megszökik. Brahms ordibálni kezd, és azt mondja, hogy meg fogja ölni Malcolmot, ha Gréta elhagyja őt. Ő azonnal visszamegy, hogy megmentse Malcolmot.
Visszatérve a házba, titokban egy csavarhúzót vesz ki a szekrényből és a farzsebébe csúsztatja. Gréta szembesül Brahms-szal, és azt mondja neki, hogy nem fogja elhagyni. Ezután leszidja Brahmst, hogy még miért nincs az ágyban, úgy kezelve őt, mintha kisbaba lenne (Brahms ebben a tekintetben nem vad). Miután Gréta lefektette őt az ágyba, jó éjt puszit akar tőle, amit vonakodva megtesz. Azonban, amikor megpróbálja az ágyba húzni a lányt, meggondolja magát és a gyomrába szúrja a csavarhúzót. Brahms még életben van, majd megfogja a nőt, felnyomja a falra és elkezdi fojtogatni. Gréta épp hogy eléri a csavarhúzót (ami még a férfi gyomrában van), és mélyebbre nyomja, aki elereszti a lányt, és feltehetőleg látjuk, hogy meghal. Gréta ezután menekül, hogy megmentse Malcolmot. Autóval maguk mögött hagyják el a Heelshire birtokot.
A film utolsó jelenetében látjuk a nyitott ajtót, majd azon belül egy kezet, ahogyan a porcelánbabát összeragasztja, ezzel arra utalva, hogy Brahms még mindig életben van.
|  | Itt a vége a cselekmény részletezésének! |

## Szereplők
| Szerep                    | Színész          | Magyar hang        |
| ------------------------- | ---------------- | ------------------ |
| Gréta                     | Lauren Cohan     | Gubás Gabi         |
| Malcolm                   | Rupert Evens     | Debreczeny Csaba   |
| Mrs. Heelshire            | Diana Hardcastle | Menszátor Magdolna |
| Mr. Heelshire             | Jim Norton       | Cs. Németh Lajos   |
| Cole                      | Ben Robson       | Zöld Csaba         |
| Brahms Heelshire fiatalon | Jett Klyne       | Pál Dániel Máté    |
| Brahms Heelshire idősen   | James Russell    | Jakab Márk         |
| Emily Cribbs              | Lily Pater       | nem szólal meg     |

## Forgatás és értékelés
A forgatás 2015. március 10-én történt Victoria, British Columbiában.
A film általánosságban vegyes kritikákat kapott a kritikusoktól. A Metacritic oldalán a film értékelése 42% a 100-ból, amely 6 véleményen alapul. A Rotten Tomatoeson A fiú 27%-os minősítést kapott, 50 értékelés alapján. A film bevételi szempontból jól teljesített, világszerte több mint 64,2 millió dollárt bevételezett, amely a 10 millió dolláros költségvetésével szemben nagyon jó eredmény.